# Grande Prêmio da Hungria de 2025
O Grande Prêmio da Hungria de 2025 (formalmente denominado Formula 1 Lenovo Hungarian Grand Prix 2025) foi a décima quarta etapa do Campeonato Mundial de Fórmula 1 de 2025. Disputado em 3 de agosto de 2025 no Circuito de Hungaroring, em Budapeste, Hungria, terminou com uma dobradinha da McLaren, com Lando Norris vencendo e seu companheiro de equipe, Oscar Piastri, em segundo lugar. George Russell, da Mercedes, completou o pódio em terceiro.

## Antecedentes
Presença de Bernie Ecclestone

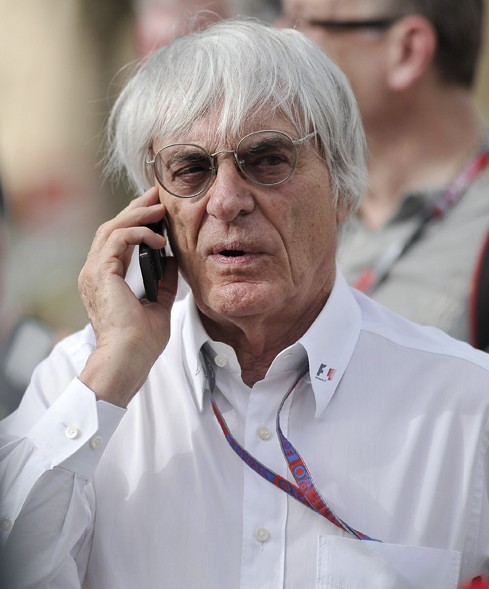
Bernie Ecclestone

O empresário britânico Bernie Ecclestone, ex-dono da Fórmula 1, esteve presente como convidado na paddock do GP da Hungria. Em 2016, ele vendeu a Delta Topco, empresa mãe da F1, para o conglomerado estadounidense Liberty Media.
Lesão de Alonso
O piloto espanhol Fernando Alonso não particiou do primeiro treino livre em consequência das dores nas costas que estava a sentir, mas retornou para a segunda sessão de treinos livres. Ele foi temporariamente substituído pelo piloto brasileiro Felipe Drugovich.
Nova power unit
O piloto da Red Bull, Yuki Tsunoda, que se classificou na décima sexta posição largou do pit lane, devido à instalação de uma nova unidade de potência em seu carro.

## Resumo

### Treino classificatório
O primeiro treino livre terminou com a dobradinha da McLaren, com Lando Norris estabelecendo o melhor tempo, seguido de perto por Oscar Piastri, seu companheiro de equipe, e por Charles Leclerc na terceira posição.
Já a segunda sessão de treinos livres foi novamente dominada pela McLaren, com Norris liderando, seguido de Piastri, e de Leclerc em terceiro.

No último treino livre antes da corrida, Charles Leclerc da Ferrari surpreendentemente conquistou a pole position. Oscar Piastri terminou em segundo, enquanto seu companheiro de equipe, Lando Norris garantiu o terceiro lugar.
Leclerc conquistou a primeira pole position da Ferrari no ano, desde Grande Prêmio da Cidade do México de 2024, a equipe não conquistava pole.

### Corrida

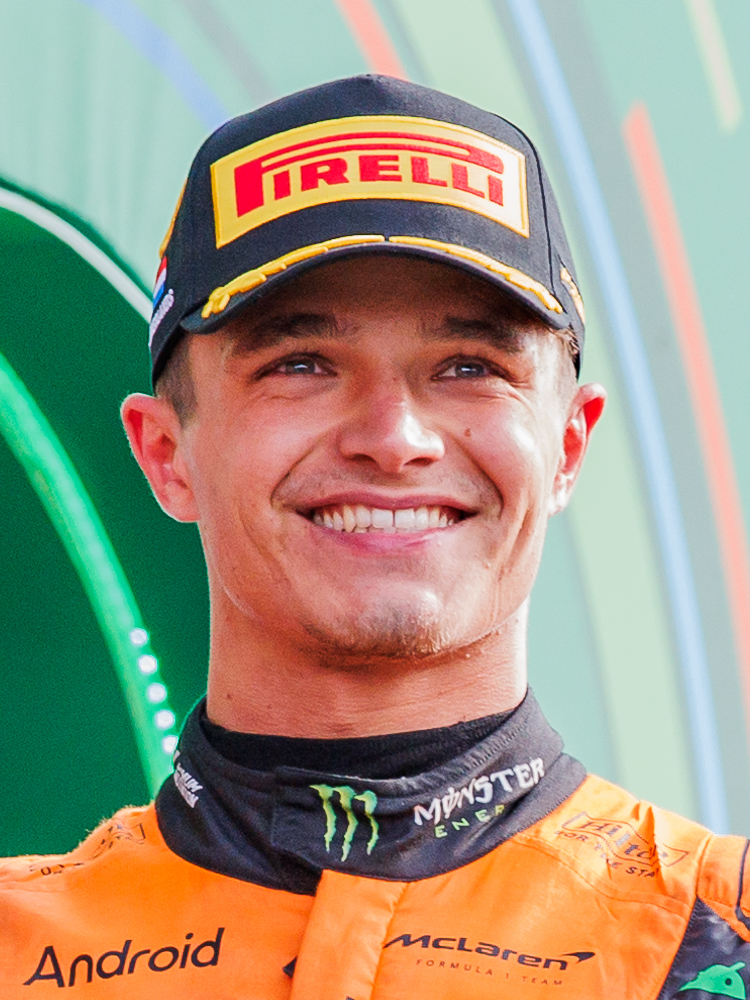
Lando Norris, vencedor da corrida

Leclerc largou da pole position e liderou o início da corrida, seguido inicialmente por Piastri e Norris. Na primeira volta, Russel avançou para a terceira posição. Norris teve um péssimo início e caiu para a quinta posição, mas na volta 4 conseguiu avançar para a quarta posição.
Na volta 19, Piastri fez um pit stop e ao voltar caiu para a quinta posição atrás de Fernando Alonso. O piloto da Ferrari, Charles Leclerc liderou a corrida desde o início até a 20° volta. Após também terem feito um pit stop, o monegasco e Russel cairam, respectivamente, para a terceira e sexta posição.
Norris tomou a liderança, seguido por Alonso e Leclerc. Na 21° volta, Leclerc avançou para a segunda posição após ultrapassar Alonso. Piastri depois de também ter ultrapassado o piloto espanhol, avançou para a terceira posição.
Os dois pilotos da "equipe laranja" travaram uma intensa batalha pela liderança. Lando Norris superou Oscar Piastri nas voltas finais e venceu o Grande Prêmio da Hungria, conquistando assim a nona vitória de sua carreira. Essa também foi a vitória de número 200 da McLaren. George Russell terminou em terceiro lugar, completando o pódio.
Gabriel Bortoleto terminou na 6° posição somando 8 pontos, melhor posição no grid desde sua estréia esse ano. Já o piloto neerlandês Max Verstappen terminou em nono lugar. Ele correu seu 200º Grande Prêmio pela Red Bull no GP da Hungria. Aproximadamente dez anos atrás, em maio de 2016, Verstappen fez sua estreia na F1 pela equipe austriáca e, venceu imediatamente sua primeira corrida.

## Resultados

### Treino classificatório
| Pos.                | N° | Piloto                | Construtor                 | tempos qualificatorios | tempos qualificatorios | tempos qualificatorios | Final grid |
| Pos.                | N° | Piloto                | Construtor                 | Q1                     | Q2                     | Q3                     | Final grid |
| ------------------- | -- | --------------------- | -------------------------- | ---------------------- | ---------------------- | ---------------------- | ---------- |
| 1                   | 16 | Charles Leclerc       | Ferrari                    | 1:15.582               | 1:15.455               | 1:15.372               | 1          |
| 2                   | 81 | Oscar Piastri         | McLaren-Mercedes           | 1:15.211               | 1:14.941               | 1:15.398               | 2          |
| 3                   | 4  | Lando Norris          | McLaren-Mercedes           | 1:15.523               | 1:14.890               | 1:15.413               | 3          |
| 4                   | 63 | George Russell        | Mercedes                   | 1:15.627               | 1:15.201               | 1:15.425               | 4          |
| 5                   | 14 | Fernando Alonso       | Aston Martin-Mercedes      | 1:15.281               | 1:15.395               | 1:15.481               | 5          |
| 6                   | 18 | Lance Stroll          | Aston Martin-Mercedes      | 1:15.673               | 1:15.129               | 1:15.498               | 6          |
| 7                   | 5  | Gabriel Bortoleto     | Kick Sauber-Ferrari        | 1:15.586               | 1:15.687               | 1:15.725               | 7          |
| 8                   | 1  | Max Verstappen        | Red Bull Racing-Honda RBPT | 1:15.736               | 1:15.547               | 1:15.728               | 8          |
| 9                   | 30 | Liam Lawson           | Racing Bulls-Honda RBPT    | 1:15.849               | 1:15.630               | 1:15.821               | 9          |
| 10                  | 6  | Isack Hadjar          | Racing Bulls-Honda RBPT    | 1:15.516               | 1:15.469               | 1:15.915               | 10         |
| 11                  | 87 | Oliver Bearman        | Haas-Ferrari               | 1:15.750               | 1:15.694               | N/A                    | 11         |
| 12                  | 44 | Lewis Hamilton        | Ferrari                    | 1:15.733               | 1:15.702               | N/A                    | 12         |
| 13                  | 55 | Carlos Sainz Jr.      | Williams-Mercedes          | 1:15.652               | 1:15.781               | N/A                    | 13         |
| 14                  | 43 | Franco Colapinto      | Alpine-Renault             | 1:15.875               | 1:16.159               | N/A                    | 14         |
| 15                  | 12 | Andrea Kimi Antonelli | Mercedes                   | 1:15.782               | 1:16.386               | N/A                    | 15         |
| 16                  | 22 | Yuki Tsunoda          | Red Bull Racing-Honda RBPT | 1:15.899               | N/A                    | N/A                    | PL1        |
| 17                  | 10 | Pierre Gasly          | Alpine-Renault             | 1:15.966               | N/A                    | N/A                    | 16         |
| 18                  | 31 | Esteban Ocon          | Haas-Ferrari               | 1:16.023               | N/A                    | N/A                    | 17         |
| 19                  | 27 | Nico Hülkenberg       | Kick Sauber-Ferrari        | 1:16.081               | N/A                    | N/A                    | 18         |
| 20                  | 23 | Alexander Albon       | Williams-Mercedes          | 1:16.223               | N/A                    | N/A                    | 19         |
| 107% time: 1:20.475 |    |                       |                            |                        |                        |                        |            |
| Fontes:             |    |                       |                            |                        |                        |                        |            |

Notas
- ↑1  – Yuki Tsunoda classificou-se em 16º, mas foi obrigado a largar a corrida no pit lane por exceder sua cota de elementos da unidade de potência e substituí-los em condições de parque fechado.[13]

### Corrida
| Pos.    | N° | Piloto                | Construtor                 | Voltas | Tempo/retirada   | Grid | Pontos |
| ------- | -- | --------------------- | -------------------------- | ------ | ---------------- | ---- | ------ |
| 1       | 4  | Lando Norris          | McLaren-Mercedes           | 70     | 1:35:21.231      | 3    | 25     |
| 2       | 81 | Oscar Piastri         | McLaren-Mercedes           | 70     | +0.698           | 2    | 18     |
| 3       | 63 | George Russell        | Mercedes                   | 70     | +21.916          | 4    | 15     |
| 4       | 16 | Charles Leclerc       | Ferrari                    | 70     | +42.5601         | 1    | 12     |
| 5       | 14 | Fernando Alonso       | Aston Martin-Mercedes      | 70     | +59.040          | 5    | 10     |
| 6       | 5  | Gabriel Bortoleto     | Kick Sauber-Ferrari        | 70     | +1:06.169        | 7    | 8      |
| 7       | 18 | Lance Stroll          | Aston Martin-Mercedes      | 70     | +1:08.174        | 6    | 6      |
| 8       | 30 | Liam Lawson           | Racing Bulls-Honda RBPT    | 70     | +1:09.451        | 9    | 4      |
| 9       | 1  | Max Verstappen        | Red Bull Racing-Honda RBPT | 70     | +1:12.645        | 8    | 2      |
| 10      | 12 | Andrea Kimi Antonelli | Mercedes                   | 69     | +1 lap           | 15   | 1      |
| 11      | 6  | Isack Hadjar          | Racing Bulls-Honda RBPT    | 69     | +1 lap           | 10   |        |
| 12      | 44 | Lewis Hamilton        | Ferrari                    | 69     | +1 lap           | 12   |        |
| 13      | 27 | Nico Hülkenberg       | Kick Sauber-Ferrari        | 69     | +1 lap           | 18   |        |
| 14      | 55 | Carlos Sainz Jr.      | Williams-Mercedes          | 69     | +1 lap           | 13   |        |
| 15      | 23 | Alexander Albon       | Williams-Mercedes          | 69     | +1 lap           | 19   |        |
| 16      | 31 | Esteban Ocon          | Haas-Ferrari               | 69     | +1 lap           | 17   |        |
| 17      | 22 | Yuki Tsunoda          | Red Bull Racing-Honda RBPT | 69     | +1 lap           | PL   |        |
| 18      | 43 | Franco Colapinto      | Alpine-Renault             | 69     | +1 lap           | 14   |        |
| 19      | 10 | Pierre Gasly          | Alpine-Renault             | 69     | +1 lap2          | 16   |        |
| Ret     | 87 | Oliver Bearman        | Haas-Ferrari               | 48     | Bandeja inferior | 11   |        |
| Fontes: |    |                       |                            |        |                  |      |        |

Notas
- ↑1  – Charles Leclerc recebeu uma penalidade de cinco segundos por dirigir de forma irregular. Sua posição final não foi afetada pela penalidade.[14]
- ↑2  – Pierre Gasly terminou em 17º, mas recebeu uma penalidade de dez segundos por causar uma colisão com Carlos Sainz Jr..[14]

## Tabela do campeonato após a corrida
|        | Pos. | Piloto          | Pontos |
| ------ | ---- | --------------- | ------ |
|        | 1    | Oscar Piastri   | 284    |
|        | 2    | Lando Norris    | 275    |
|        | 3    | Max Verstappen  | 187    |
|        | 4    | George Russell  | 172    |
|        | 5    | Charles Leclerc | 151    |
| Fonte: |      |                 |        |

|        | Pos. | Construtor                 | Pontos |
| ------ | ---- | -------------------------- | ------ |
|        | 1    | McLaren-Mercedes           | 559    |
|        | 2    | Ferrari                    | 260    |
|        | 3    | Mercedes                   | 236    |
|        | 4    | Red Bull Racing-Honda RBPT | 194    |
|        | 5    | Williams-Mercedes          | 70     |
| Fonte: |      |                            |        |

- Nota: Apenas as 5 primeiras posições estão incluídas em ambos conjuntos de classificação.